# تامبا
تامبا (به انگلیسی: Thumba) یک منطقهٔ مسکونی در هند است که در بخش ترواننت پورم واقع شده‌است.